# Andromeda-Milchstraßen-Kollision

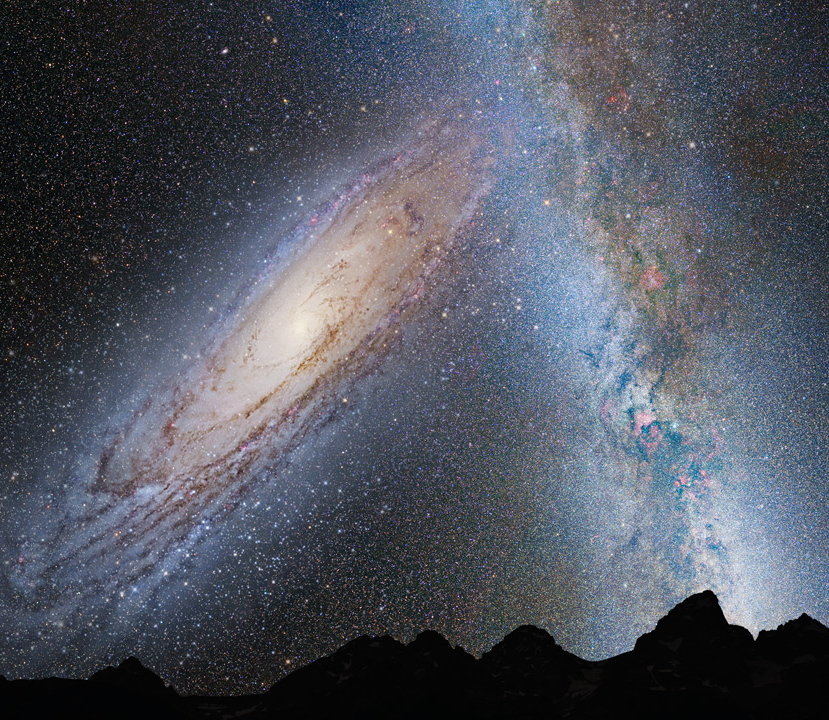
Fotomontage eines möglichen irdischen Nachthimmels während der Kollision

Die Kollision der Andromedagalaxie mit der Milchstraße ist ein vorausgesagtes astronomisches Ereignis. Die Verschmelzung der beiden Spiralgalaxien wird in einigen Milliarden Jahren erwartet. Durch diese Kollision wird eine elliptische Galaxie entstehen.
Die Milchstraße besitzt etwa 100 bis über 400 Milliarden Sterne mit einer Masse von etwa 1500 Milliarden Sonnenmassen, während die Andromedagalaxie über eine Masse von rund 800 Milliarden Sonnenmassen verfügt. Die beiden Galaxien sind mit Abstand die schwersten der Lokalen Gruppe. Das die beiden Galaxien umgebende Warm-heiße Intergalaktische Medium überlappt sich vermutlich.
Die US-amerikanischen Astrophysiker Thomas J. Cox und Abraham Loeb nennen das Fusionsprodukt beider Galaxien „Milkomeda“. Dieser Name setzt sich aus dem ersten Teil von Milky Way (englisch für Milchstraße) und dem Ende von Andromeda zusammen.

## Forschungsgeschichte
Beobachtungen und Berechnungen brachten zutage, dass sich beide Galaxien mit einer Geschwindigkeit von etwa 120 km/s aufeinander zu bewegen. Ob und wann dies jedoch zu einer Kollision führt, konnte zunächst nicht genau beantwortet werden, da dies auch davon abhängt, wie groß die Tangentialgeschwindigkeit der Andromeda-Galaxie, also die Geschwindigkeit senkrecht zur Sichtlinie, ist. Ist diese deutlich höher als die Geschwindigkeit, mit der sich beide Galaxien aufeinander zubewegen (Radialgeschwindigkeit), würden beide Galaxien lediglich aneinander vorbeiziehen, ohne zu kollidieren. Berechnungen aus dem Jahre 2001 erbrachten eine Tangentialgeschwindigkeit von maximal 200 km/s, wodurch eine Kollision zwar nicht bestätigt, aber auch nicht ausgeschlossen werden konnte. Später, im Jahre 2012, wurde mit Hilfe von Beobachtungen des Hubble-Weltraumteleskops berechnet, dass die Tangentialgeschwindigkeit deutlich kleiner als 120 km/s ist, wodurch eine Kollision als unausweichlich angesehen wurde.
Aufgrund der hohen Komplexität des Problems sind Vorhersagen zu dem genauen Verlauf des Ereignisses sehr schwierig. Es ist unwahrscheinlich, dass einzelne Sterne zusammenstoßen, da die Entfernungen zwischen ihnen sehr groß sind. Es gibt unterschiedliche Schätzungen für den Kollisionszeitraum.
Das Ereignis beginnt laut Schätzung der NASA in 3 bis 4 Milliarden Jahren und dauert etwa 3 Milliarden Jahre bis zur Ausbildung des Verschmelzungsprodukts. Computersimulationen zeigen, dass eine elliptische oder eine Polarring-Galaxie entstehen würde. Die Dreiecksgalaxie könnte ebenso mit beiden Galaxien verschmelzen, wenn diese sich aufeinander zubewegen.
Im Jahr 2025 zeigten neue Berechnungen auf Basis von Messungen des Gaia Weltraumteleskops und unter Einbeziehung der Effekte der vier größten Galaxien der Lokalen Gruppe eine geringe Wahrscheinlichkeit von gut 50 % für eine mögliche Kollision innerhalb der kommenden 10 Milliarden Jahre, aber eine sehr geringe für eine direkte Kollision entlang der gegenwärtigen Flugbahnen. Einer etwaigen Kollision würde wahrscheinlich zunächst ein mäßig naher Vorbeiflug der Galaxien vorangehen, die dabei abgebremst würden, und erst zu einem deutlich späteren Zeitpunkt in etwa 8 Milliarden Jahren käme es bei der zweiten Begegnung zu einem Zusammentreffen mit dem Ergebnis der Verschmelzung.

## Auswirkungen einer Kollision
Wenn Galaxien aufeinandertreffen, kollidieren bzw. verschmelzen die Sterne bzw. Planetensysteme der wechselwirkenden Galaxien sehr selten miteinander. Sie werden vielmehr aus ihren Bahnen um den bisherigen Kern der Galaxie geworfen. Regelmäßig werden Gaswolken innerhalb der Galaxien instabil bzw. kollabieren, und dadurch entstehen neue Sterne. Die verschmolzene Galaxie strahlt anfangs vermehrt im blauen Licht der kurzlebigeren neu entstandenen Sterne.